# Adolf Daniël Nicolaas van Gendt

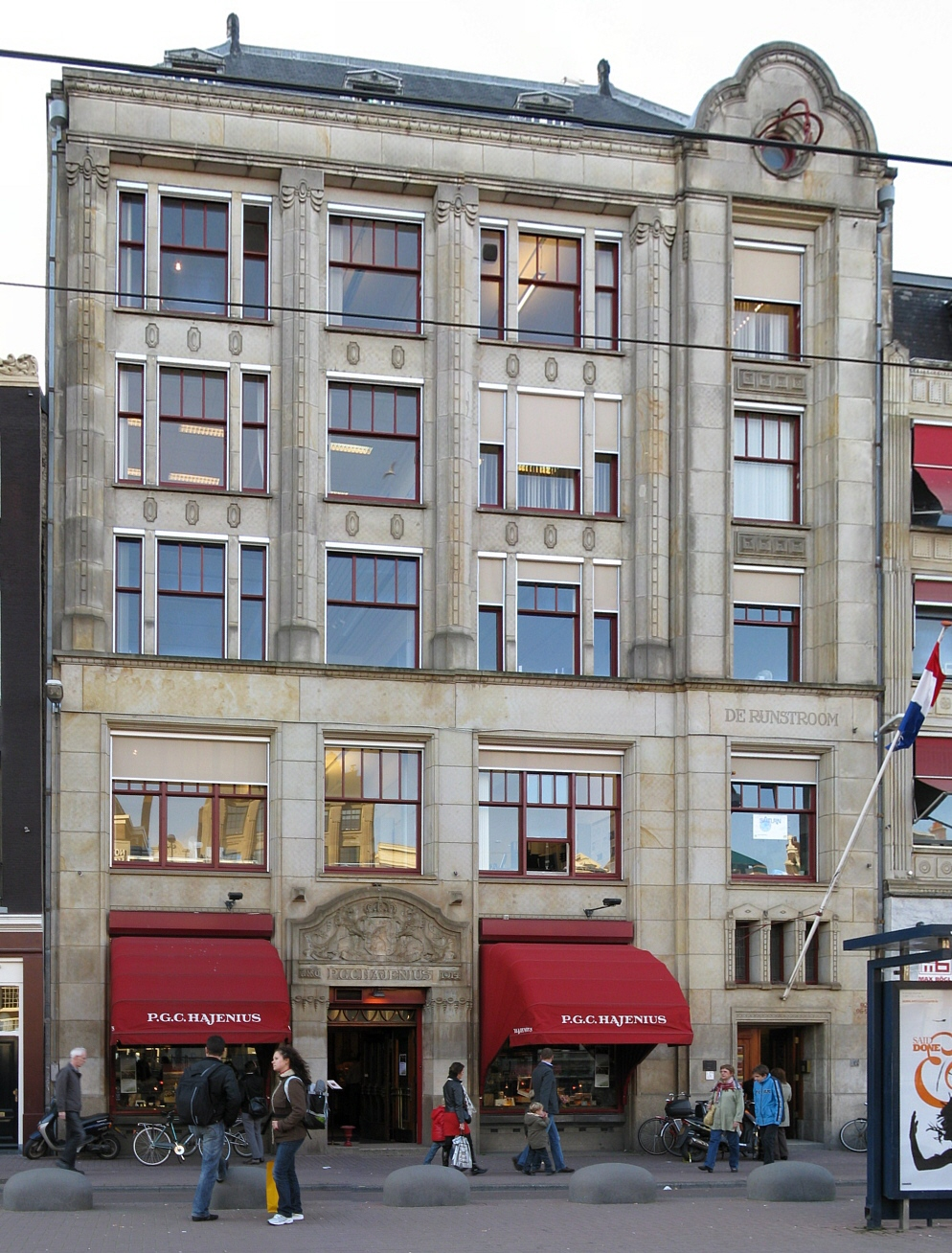
Rijnstroom (1915), Amsterdam (2008)

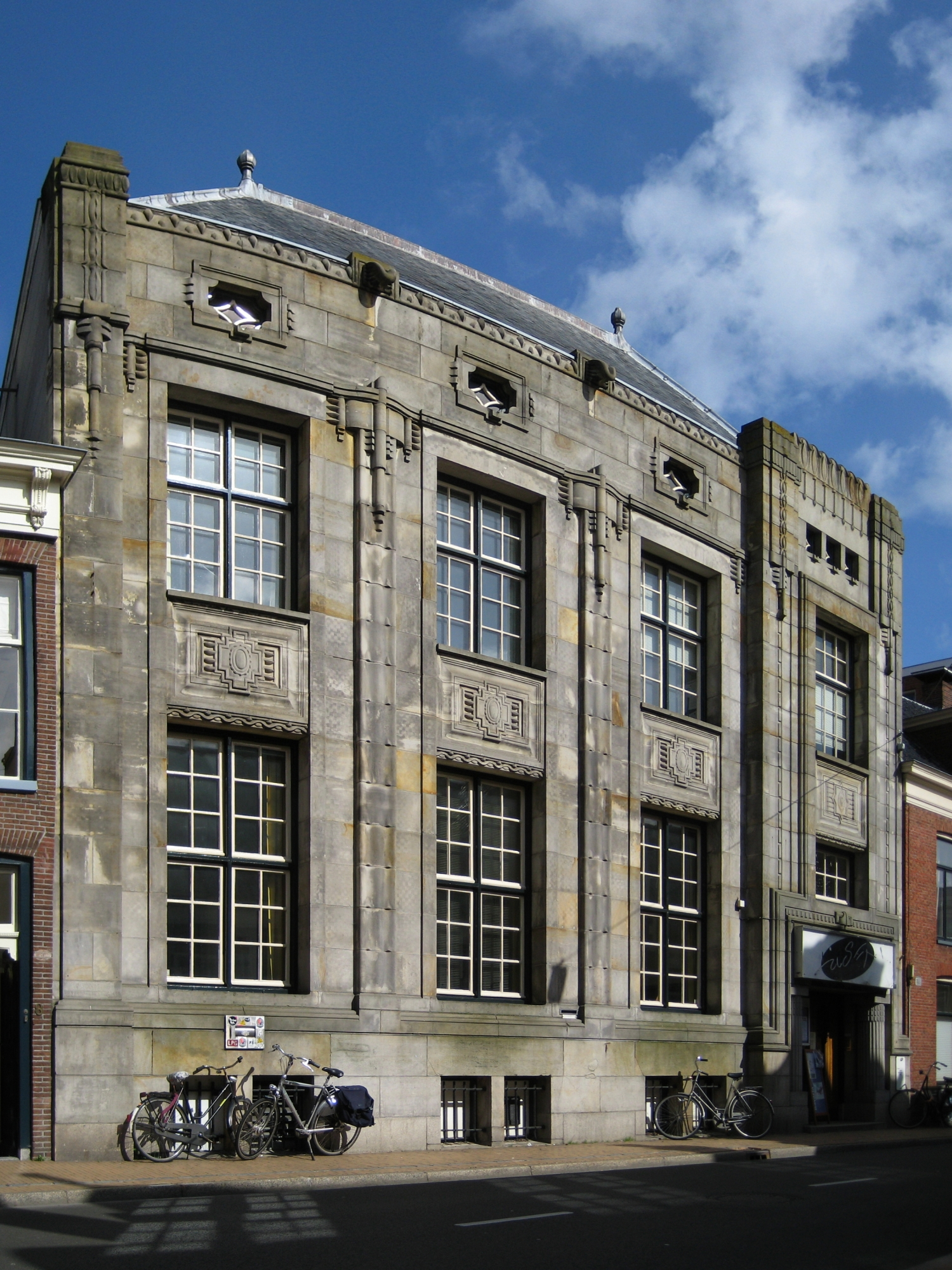
Voormalig bankgebouw (1919) in Groningen, ontworpen samen met broer J.G. van Gendt (2010)

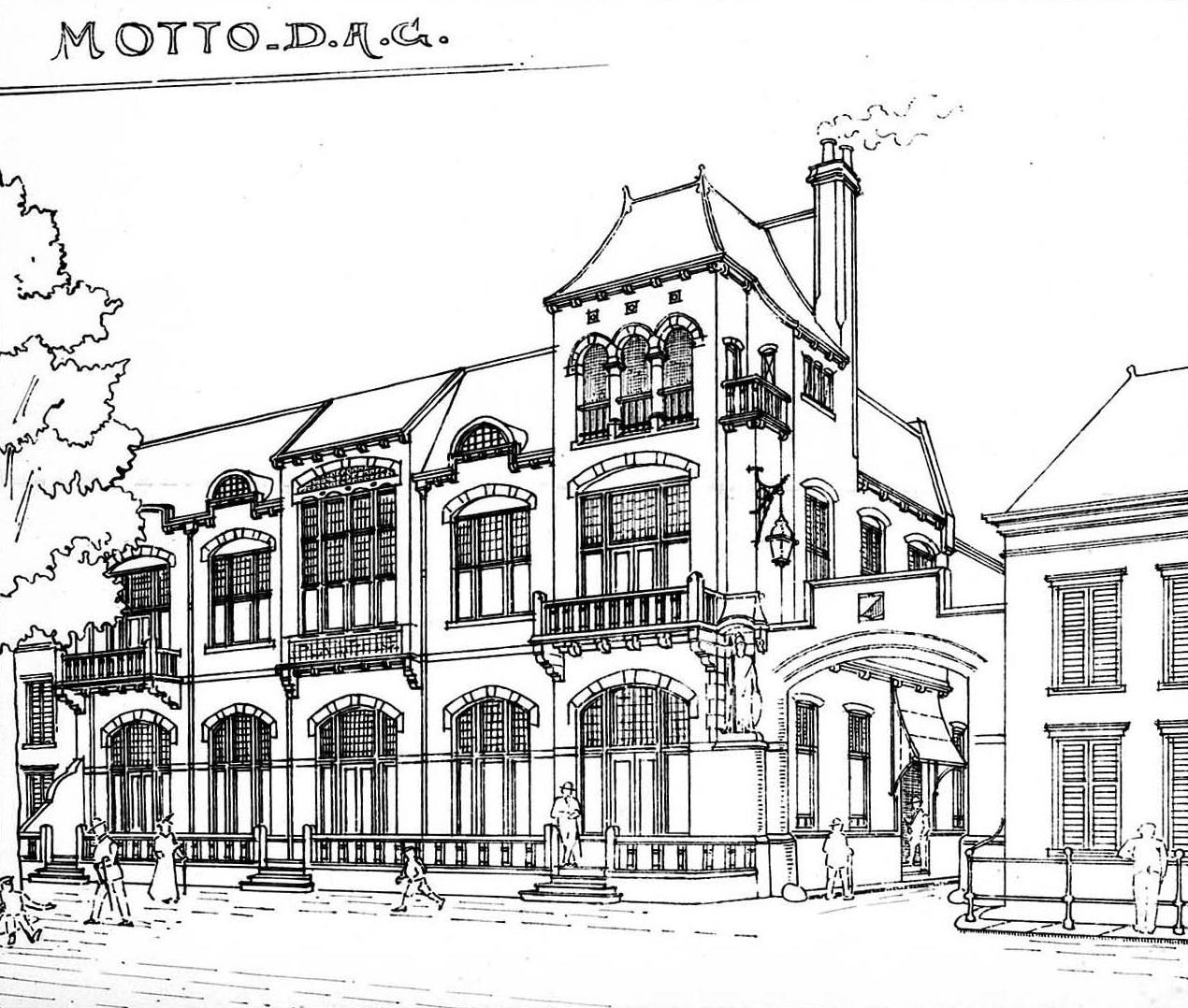
Prijsvraagontwerp voor een Studentensociëteit met Kasteleinswoning in Utrecht

Adolf Daniël Nicolaas van Gendt (1870 – Amsterdam, 25 maart 1932) was een Nederlands architect.

## Leven en werk
Van Gendt kwam uit een familie waarvan veel leden architect waren. Hij was een zoon van architect Adolf Leonard van Gendt en Elizabeth Fredrika van Elten. Hij leerde het vak achtereenvolgens op de timmerwerkplaats van de aannemer Daniel Schut, op het architectenbureau van G.W. Vixseboxse, en in Schotland op het architectenbureau van John James Burnet. In 1894 vormde hij samen met zijn vader en zijn oudere broer Johan Godart van Gendt het bureau A.L. van Gendt en Zonen. Toen hun vader in 1901 overleed, zetten zij dit bureau voort als Gebrs. Van Gendt A.L. zn. Dit bureau had grote bekendheid en heeft veel grote werken uitgevoerd. A.D.N. van Gendt was een autoriteit op het gebied van bank- en administratiegebouwen. Hij heeft echter ook talrijke woonhuizen, villa's en ten minste één restaurant ontworpen.
Van Gendt overleed op 61-jarige leeftijd en werd gecremeerd in het Crematorium Velsen te Driehuis, waar zijn as in het columbarium is bijgezet.

## Prijsvraagontwerpen
- Studentensociëteit met Kasteleinswoning in Utrecht 1898 (?). Motto: D.A.G.

## Architectonische ontwerpen
- Rotterdamsche Bank, Rokin 43, Amsterdam (i.s.m. met Johan Godart van Gendt)
- Veilinggebouw Frederik Muller & Co., Nieuwe Doelenstraat 16-18, Amsterdam (i.s.m. Johan Godart van Gendt)
- Pierson en Co, Amsterdam
- Kantoorgebouw van de Stoomvaart Maatschappij Nederland, Javakade 8, Amsterdam
- Gebouw De Rijnstroom van tabakshandel Hajenius, Rokin, Amsterdam
- Gebouw De Rijnstroom (ook voor Hajenius gebouwd), Noordeinde, Den Haag
- Pand, Nieuwe Doelenstraat 9, Amsterdam
- Frederik Muller & Co., Nieuwe Doelenstraat 16-18, Amsterdam
- Polmanshuis, Dam 9, Amsterdam (verbouwd en verwerkt in Hotel Krasnapolsky)
- Gebouw Driekoningen, Singel 200-208/Driekoningenstraat 2, Amsterdam (1920-1924)
- Villa Russenduin, Elzenlaan 2, Bergen aan Zee
- Twentsche Bank, Janskerkhof 13, Utrecht (verbouwing)
- Bungehuis, Spuistraat 210, Amsterdam.
- Buitenverblijf De Bilderberg, Oosterbeek.[1]